# Угода про привілеї та імунітети Міжнародного кримінального суду
Уго́да про привіле́ї та імуніте́ти Міжнаро́дного криміна́льного суду́ — юридично обов'язкова для держав-учасниць міжнародна угода, якою передбачаються привілеї та імунітети посадовим особам і персоналу Міжнародного кримінального суду для неупередженого виконання своїх обов'язків.